# كارل جاكوبسن
كارل جاكوبسن (بالدنماركية: Carl Jacobsen)‏ هو رائد أعمال دنماركي، ولد في 2 مارس 1842 في كوبنهاغن في الدنمارك، وتوفي في 11 يناير 1914 في فريدريكسبرغ في الدنمارك.